# Juan Bautista de Chapa
Juan Bautista Chapa (nacido Giovanni Battista Schiappapietra, 1627-1695) fue un conquistador y escritor de origen italiano, llamado El Cronista Anónimo, debido a su excelente narrativa de la vida del Nuevo Reino de León, en el siglo XVII, cuya autoría permaneció en secreto por más de 300 años. Escribió el libro Historia del Nuevo Reino de León de 1650 a 1690.
Nació en 1627 en la villa de Albisola, en la provincia de Savona (región de Liguria, Italia), siendo hijo legítimo de Bartolomeo Schiappapietra y Battistina Badi. 
En el año 1651 entra en el Nuevo Reino de León (lo que hoy es el estado mexicano de Nuevo León) como secretario del Gobernador. Participó en la pacificación de las tierras del reino. Era un hombre muy instruido que dominaba el latín, el italiano (incluido el idioma ligur) y el español.
Contrajo matrimonio con doña Beatriz de Olivares y Treviño, perteneciente a una de las primeras familias de élite que fueron pobladoras de la región. Tuvieron cuatro hijos y dos hijas.
Fue el genearca del apellido Chapa, que aún existe en el noreste de México y el sur de Texas, Estados Unidos. Murió el 20 de abril de 1695 en la ciudad de Monterrey.